# Муниципальный район
Муниципа́льный район или муниципальный округ — административно-территориальная единица, включающая строго определённую территорию с проживающим населением. Этой территорией может быть город, село, небольшая группа сёл, или сельский район, несколько различных населённых пунктов.

## В России
Муниципальный район
В России муниципальный район — один из типов муниципального образования, форма местных органов самоуправления, объединяющая несколько городских, сельских поселений и, возможно, межселенных территорий, объединённых общей территорией.
Муниципальный округ
Муниципальный округ в России — один из типов муниципального образования; несколько объединенных общей территорией населённых пунктов, не являющихся муниципальными образованиями. В настоящее время имеется тендеция к образованию муниципальных округов на базе ликвидируемых муниципальных районов.
В Белгородской области существуют муниципальные округа как административно-территориальные единицы, созданные в 2009 году в границах городских и сельских поселений. Относятся к категории административно-территориальных единиц муниципальных образований.

## В Доминиканской Республике
В Доминиканской Республике муниципальный район (исп. distrito municipal) — муниципалитет, состоящий более чем из одного городского центра.

## В Ирландии
В Ирландии по закону «О реформе местных органов государственного управления» (2014 год) с 1 июля 2014 года созданы муниципальные районы (англ. municipal district) как часть системы местных органов государственного управления вместо существовавших городских советов. Муниципальный район в Ирландии — административная единица второго уровня, ниже графств за исключением Дублинского района и трех сохранившихся городских советов в Голуэе, Дублине и Корке. Четыре муниципальных района: Клонмел, Дроэда, Слайго и Уэксфорд — называются городскими районами (районами боро; англ. borough district), Лимерик и Уотерфорд — метрополитенскими районами (англ. metropolitan district).

## В Канаде
В Канаде муниципальный район (англ. municipal district (M.D.)) — тип сельского муниципалитета в провинции Альберта, управляемый выборным советом. Статистическая служба Канады использует 64 муниципальных района в Альберте и 12 муниципальных районов в Новой Шотландии как переписные подобласти для статистических целей. Город Флин-Флон в провинции Манитоба в 1933—1946 годах также имел статус муниципального района.

## Во Франции
Во Франции муниципальный округ — единица административно-территориального деления трёх крупнейших городов: в составе Парижа 20, в составе Лиона 9, в составе Марселя — 16 муниципальных округов.